# Turm der Bundestreue
Der Turm der Bundestreue war ein Bauwerk in Sachsen, das die Freundschaft zwischen Deutschland und Österreich-Ungarn symbolisieren sollte. Er wurde auf dem Sattel zwischen dem sächsischen Fichtelberg und dem Keilberg in Böhmen in einer Höhenlage von 1080 m unweit des Neuen Hauses zwischen Oberwiesenthal und Gottesgab errichtet. Der Architekt war Wilhelm Zehl aus Annaberg. Der Turm bestand von 1915 bis 1949.

## Geschichte
Die feierliche Grundsteinlegung fand mitten im Ersten Weltkrieg am 26. September 1915 durch den Festausschuss unter Leitung der Bürgermeister Elger und Müller aus Oberwiesenthal bzw. Gottesgab statt. Hofrat Oskar Seyffert aus Dresden hielt die Festansprache, die aufgrund schlechten Wetters in das Hotel „Stadt Karlsbad“ in Oberwiesenthal verlegt werden musste.
Aufgrund des Kriegsverlaufes und knapper werdender Haushaltskassen verlief der Fortgang des Turmbaus sehr zögerlich. Die Bevölkerung bezeichnete daher das Bauwerk zunächst als Hungerturm. 1917 fanden im noch unfertigen Turm bereits zwei nationalistische Feiern anlässlich der beiden Geburtstage des sächsischen Königs Friedrich August und des Kaisers Karl von Österreich statt.
Das Ende des Ersten Weltkrieges 1918 und der Doppelmonarchie Österreich-Ungarn durch die Gründung der Tschechoslowakei führten zur Einstellung der Arbeiten am Turm. Er wurde zunächst als Zollamt genutzt. In der Weimarer Republik wurden die Bauarbeiten mit dem Ziel einer anderen Nutzung unter Leitung des Architekten Becker aus Lichtenstein/Sa. wieder aufgenommen. Becker stockte den Bau durch ein viereckiges Türmchen auf, an dem die Buchstaben „DKW“ angebracht wurden, da die Deutsche Kraftwagen-Union inzwischen den Turm gekauft hatte. Der Turm diente fortan zur Werbung für dieses Unternehmen und wurde auch „DKW-Turm“ oder „DKW-Warte“ genannt.
Nach dem Zweiten Weltkrieg schlug der Blitz in den Turm ein und verursachte Rissbildungen, die zur Instabilität des Bauwerks führten. Der Zugang zum Turm wurde gesperrt. Im August 1949 stürzte er in sich zusammen. Die Bruchmassen wurden später restlos entfernt.